# Anne Meara
Anne Meara Stiller (Brooklyn, 1929. szeptember 20.,  – Manhattan, 2015. május 23.) amerikai színésznő, humorista. Férjével, Jerry Stillerrel közösen évekig a Stiller and Meara humortársulatban szerepelt. Számos televíziós műsorban, mozifilmben, színdarabban szerepelt, illetve színdarabokat és forgatókönyveket is írt. Fia Ben Stiller színész, filmrendező.
Pályafutása során négy Emmy-díjra, egy Tony-díjra jelölték, és a Szenvedélyes bolondság tévéfilm társ-forgatókönyvírójaként Writers Guild-díjat kapott.

## Fiatalkora
Meara Brooklynban született ír származású szülők, Edward Joseph Meara, az American Standard vállalat ügyvédje és Mary (szül. Dempsey) egyedüli gyermekeként. Apja humoros jeleneteket is írt lánya és veje számára. Anne Meara a Long Island-i Rockville Centre-ben nőtt fel, 11 éves korában elveszítette anyját, aki öngyilkos lett.
18 éves korában színjátszást tanult a manhattani The New School és a HB Studio drámaműhelyében Uta Hagen irányítása alatt. 1948-ban nyári színházak előadásaiban szerepelt.

## Pályafutása

### Stiller and Meara

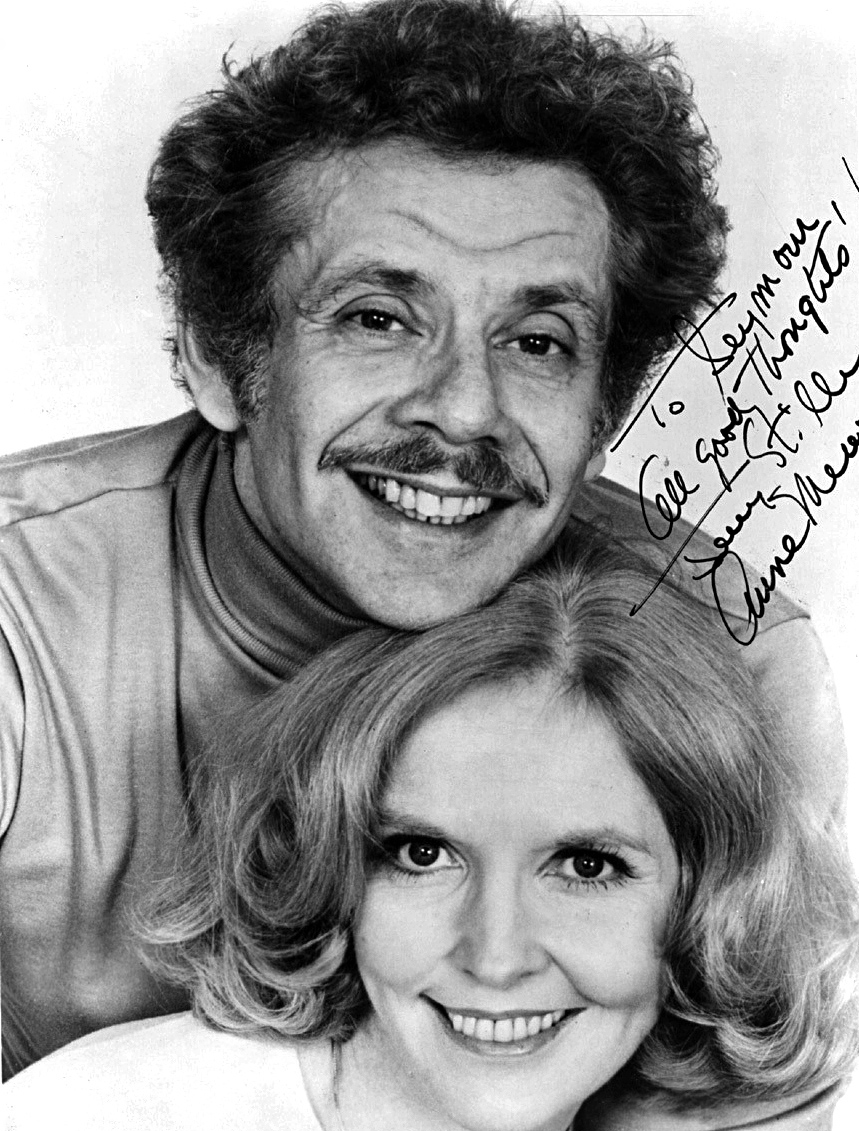
Jerry Stiller és Anne Meara egy autogramkártyán, 1965 körül

Meara 1953-ban találkozott Jerry Stiller színész-humoristával, akivel 1954-ben összeházasodtak. Azelőtt Meara nem gondolt humoros pályafutásra. Elmondása szerint Stiller ötlete volt a humorpáros megalapítása, mert szerinte Meara kiváló komikus partner lenne. Csatlakoztak a chicagói The Compass Players (később The Second City néven működő) improvizációs társulathoz. A csapatból kiválva kettesben léptek fel New York-i éjszakai szórakozóhelyeken. 1962-ben már „országos jelenség”-ként írt róluk a New York Times.
A Stiller and Meara páros az 1960-as és 1970-es években volt a sikerei csúcsán. Televíziós műsorokban (többnyire a The Ed Sullivan Show-ban) léptek fel. A varietéműsorok háttérbe szorulásával karrierjük is hanyatlani kezdett. A Johnny Carson műsorában is szereplő páros 1963-ban kiadta első nagylemezét, Presenting America's New Comedy Sensation: Jerry Stiller and Anne Meara Live at The Hungry I címmel, amely igen sikeres lett. 1970-re azonban befejezték fellépéseiket, mert elmondásuk szerint az a házasságuk rovására ment: „Már nem is tudtam hol ér véget a szerep és hol kezdődik a házasságunk.” – mesélte Meara 1977-ben. Stiller egyetértve nyilatkozta: Féltem, hogy elveszítem őt, mint feleséget.
Rádiós reklámokkal kezdtek foglalkozni, majd saját, ötperces sketch comedy-műsorokat gyártottak 1977–1978 között Take Five with Stiller and Meara címmel.
1979–1982 között az HBO havonta jelentkező félórás műsorát (HBO Sneak Previews) vezették, amelyben az elkövetkező hónap filmjeit és műsorait ismertették. A műsorban humoros jelenetek is szerepeltek. A páros 1986-ban saját sorozatot kapott The Stiller and Meara Show címmel, amelyben Stiller New York alpolgármesterét, felesége pedig egy televíziós reklám színésznőjét alakította.

### Televízió, színház, film
Az 1970-es évek alatt Meara rendszeres szereplője volt a Rhoda szituációs komédiának, melyben Sally Gallagher légiutas-kísérőt alakította, aki a főszereplő legjobb barátnője volt. 1978-ban Laurence Olivier oldalán volt látható A brazíliai fiúk-ban.
1975-ben saját sorozatot kapott a CBS-en: a Kate McShane-ben nyújtott alakításáért 1976-ban Emmy-díjra is jelölték. Ennek ellenére a műsort 10 epizód után levették a műsorról.
Ugyancsak az 1970-es években narrátorként tevékenykedett a Szezám utca egyes jeleneteiben.
Az 1980-as évek sikeres sorozatában, az Archie Bunker’s Place-ben (az előző évtized népszerű sorozatának, az All in the Family-nek folytatásában) Carroll O'Connor és Martin Balsam oldalán volt látható. A sorozatban Veronica Rooney-t, a bár szakácsát alakította a műsor első három évadában. Ez idő alatt a Hírnév című filmben egy angoltanárnő szerepét játszotta el. Az 1980-as évek végén a népszerű Alf sorozatban egy nagymamaként volt látható. 1999 és 2007 között a Férjek gyöngye vígjáték sorozatban két szerepet is kapott. Előbb Mary Finnegan szerepét játszotta, majd Spence Olchin (Patton Oswalt) anyját alakította. A sorozat egyik főszerepében (Arthur Spooner) férje, Jerry is látható volt, és az utolsó epizódban Veronica és Arthur összeházasodtak, majd egy év múlva elváltak.
2010 októberében férjével a Yahoo websorozatában (Stiller & Meara) napi aktualitásokról beszélgetett.
Munkássága során úgy Broadway-i és azon kívüli színházak színdarabjaiban is látható volt.
1995-ben megírta az After-Play című darabot, amely egy díjazott off-Broadway-produkció lett.

## Magánélete

### Vallás
Meara-t római katolikusnak keresztelték és katolikus nevelést kapott. Hat évvel Jerry Stillerrel való házassága után áttért a zsidó vallásra. Elmondása szerint saját akaratából választotta férje vallását: „A katolicizmus halott volt számomra” – nyilatkozta. Áttérését komolyan vette és mélyen tanulmányozta a zsidó vallást. Férje azt nyilatkozta, hogy Anne-nel való házassága zsidóbbá tette őt.

### Családja
1954-ben házasodott össze Jerry Stiller színésszel, akivel egy ügynök irodájában találkoztak. Meara dühös volt az ügynökkel való találkozás után, Stiller pedig meghívta egy kávéra, és attól fogva együtt voltak.  Gyermekeik Amy Stiller (sz. 1961) színésznő és Ben Stiller (sz. 1965) színész-humorista, kinek révén két unokájuk is van. 

### Halála
Meara 2015. május 23-án, Manhattan-i otthonában hunyt el, többszörös agyi érkatasztrófa következtében.

## Szerepei

### Film
| Film | Film                                                | Film                                            | Film                       | Film                      |
| Év   | Magyar cím                                          | Eredeti cím                                     | Szerep                     | Megjegyzés                |
| ---- | --------------------------------------------------- | ----------------------------------------------- | -------------------------- | ------------------------- |
| 1970 | Vidékiek New Yorkban                                | The Out-of-Towners                              | Nő a rendőrörsön           |                           |
| 1970 | Szerelmesek és más idegenek                         | Lovers and Other Strangers                      | Wilma                      |                           |
| 1971 |                                                     | A Change in the Wind                            |                            |                           |
| 1972 |                                                     | Irish Whiskey Rebellion                         | Goldie Fain – Follies Star |                           |
| 1977 | Apácák a pácban                                     | Nasty Habits                                    | Geraldine nővér            |                           |
| 1978 | A brazíliai fiúk                                    | The Boys from Brazil                            | Mrs. Curry                 |                           |
| 1980 | Hírnév                                              | Fame                                            | Mrs. Sherwood              |                           |
| 1984 |                                                     | In Our Hands                                    | Önmaga                     | Dokumentumfilm            |
| 1986 | Dollárgalopp                                        | The Longshot                                    | Madge                      |                           |
| 1986 |                                                     | The Perils of P.K.                              |                            |                           |
| 1987 | Streetgirls                                         | My Little Girl                                  | Mrs. Shopper               |                           |
| 1989 |                                                     | That's Adequate                                 | Charlene Lane              |                           |
| 1990 | Ébredések                                           | Awakenings                                      | Miriam                     |                           |
| 1992 |                                                     | Through an Open Window                          |                            | Rövidfilm                 |
| 1992 | Út a pokolba                                        | Highway to Hell                                 | Medea                      |                           |
| 1993 |                                                     | So You Want to Be an Actor                      | Önamaga                    | Rövidfilm                 |
| 1994 | Nyakunkon az élet                                   | Reality Bites                                   | Louise                     |                           |
| 1994 | Félszemű Jimmy nyomában – Szociális katasztrófafilm | The Search for One-Eye Jimmy                    | Holly Hoyt                 |                           |
| 1995 | Nehézfiúk                                           | Heavyweights                                    | Alice Bushkin              |                           |
| 1995 | Megérint a halál                                    | Kiss of Death                                   | Bev anyja                  |                           |
| 1996 | Kiruccanók                                          | The Daytrippers                                 | Rita Malone                |                           |
| 1998 |                                                     | The Thin Pink Line                              | Mrs. Langstrom             |                           |
| 1998 | Maffiaháború – A vér kötelez                        | Southie                                         | Mrs. Quinn                 |                           |
| 1999 | A tekerőlantos naplója                              | The Diary of the Hurdy-Gurdy Man                |                            |                           |
| 1999 |                                                     | Judy Berlin                                     | Bea                        |                           |
| 1999 |                                                     | Brooklyn Thrill Killers                         | Mrs. Perrett               | Rövidfilm                 |
| 1999 | Hal a fürdőkádban                                   | A Fish in the Bathtub                           | Molly                      |                           |
| 2000 |                                                     | Amy Stiller's Breast                            | Önmaga                     | Rövidfilm                 |
| 2000 |                                                     | The Independent                                 | Rita                       |                           |
| 2001 | Zoolander, a trendkívüli                            | Zoolander                                       | Tüntető                    | Nem szerepel a stáblistán |
| 2001 |                                                     | Keeping It Real: The Adventures of Greg Walloch |                            | Dokumentumfilm            |
| 2001 | Jobbulást, Bobby!                                   | Get Well Soon                                   | Linda                      |                           |
| 2002 | Csodacsuka                                          | Like Mike                                       | Theresa nővér              |                           |
| 2002 |                                                     | The Yard Sale                                   |                            | Rövidfilm                 |
| 2003 |                                                     | Crooked Lines                                   | Hard Boiled                |                           |
| 2004 |                                                     | Chump Change                                    | Casting rendező            |                           |
| 2006 | Éjszaka a múzeumban                                 | Night at the Museum                             | Debbie                     |                           |
| 2007 |                                                     | The Shallow End of the Ocean                    | Alice                      | Rövidfilm, szinkronhang   |
| 2008 | Szex és New York                                    | Sex and the City: The Movie                     | Mary Brady                 |                           |
| 2009 |                                                     | When the Evening Comes                          | Marion Corrado             |                           |
| 2009 |                                                     | The Queen of Greenwich Village                  | Violet Arlotta             | Rövidfilm                 |
| 2009 | Egy újabb holdtölte                                 | Another Harvest Moon                            | Ella                       |                           |
| 2014 |                                                     | Simpler Times                                   | Gloria                     | Rövidfilm                 |
| 2014 | Repcsik: A mentőalakulat                            | Planes: Fire & Rescue                           | Winnie                     | Szinkronhang              |

### Televízió
| Televízió      | Televízió                                | Televízió                              | Televízió                                      | Televízió                 |
| Év             | Magyar cím                               | Eredeti cím                            | Szerep                                         | Megjegyzés                |
| -------------- | ---------------------------------------- | -------------------------------------- | ---------------------------------------------- | ------------------------- |
| 1954–1955      |                                          | The Greatest Gift                      | Harriet                                        | 219 epizód                |
| 1954           |                                          | The Philco Television Playhouse        | Betty Blake                                    | 1 epizód                  |
| 1959           |                                          | The DuPont Show of the Month           |                                                | 1 epizód                  |
| 1960           |                                          | Ninotchka                              | Anna                                           | Tévéfilm                  |
| 1964–1965      |                                          | Linus! The Lion Hearted                | Szinkronhang, 3 epizód                         |                           |
| 1971           |                                          | Dames at Sea                           | Joan                                           | Tévéfilm                  |
| 1971, 1972     |                                          | The Courtship of Eddie's Father        | Bunny Sterling Annie Dempsey                   | 2 epizód                  |
| 1971, 1973     |                                          | Love, American Style                   | Janet Ferguson / Martha                        | 2 epizód                  |
| 1973           |                                          | The Paul Lynde Show                    | Grace Dickerson                                | 3 epizód                  |
| 1973           |                                          | The Corner Bar                         | Mae/Jennifer Bradley                           | 7 epizód                  |
| 1974           |                                          | Temperatures Rising                    | Harriet                                        | 1 epizód                  |
| 1974           |                                          | Medical Center                         | Rose Miller                                    | 1 epizód                  |
| 1975           |                                          | Kate McShane                           | Kate McShane                                   | 10 epizód                 |
| 1976–1977      |                                          | Rhoda                                  | Sally Gallagher                                | 7 epizód                  |
| 1977–1978      |                                          | Take Five with Stiller & Meara         |                                                |                           |
| 1979           |                                          | Captain Kangaroo                       | Kacsa anya                                     |                           |
| 1979-83        | Szerelemhajó                             | Love Boat                              | Különböző szerepek                             | 3 epizód                  |
| 1979–1982      |                                          | Archie Bunker's Place                  | Veronica Rooney                                | 52 epizód                 |
| 1979–1982      |                                          | HBO Sneak Previews                     |                                                | Jerry Stiller-rel közösen |
| 1983           | Szenvedélyes bolondság                   | The Other Woman                        | Peg Gilford                                    | Tévéfilm                  |
| 1986           |                                          | The Stiller and Meara Show             | Anne Bender                                    | Társszerzőként is         |
| 1987           |                                          | Saturday Night Live                    | Bárpultos                                      | 1 epizód                  |
| 1987           |                                          | The Hustler of Money                   | Pincérnő                                       | Tévés rövidfilm           |
| 1987–1989      | Alf                                      | ALF                                    | Dorothy Halligan                               | 7 epizód                  |
| 1987–1989      |                                          | CBS Schoolbreak Special                | Mrs. Salters                                   | 1 epizód                  |
| 1988, 1993     | Gyilkos sorok                            | Murder, She Wrote                      | Winnie Tupper Banner Mae Shaughnessy           | 2 epizód                  |
| 1990           |                                          | Monsters                               | Greta                                          | 1 epizód                  |
| 1991           |                                          | The General Motors Playwrights Theater | Rose Finker                                    | 1 epizód                  |
| 1991           |                                          | American Playhouse                     | Bernice Shapiro                                | 1 epizód                  |
| 1992–1999      |                                          | All My Children                        | Peggy Moody                                    | 5 epizód                  |
| 1992–1999      |                                          | CBS Schoolbreak Special                | Patricia Lennon                                | 1 epizód                  |
| 1994           |                                          | In the Heat of the Night               | Roda                                           | 1 epizód                  |
| 1994           |                                          | Great Performances: The Mother         | Mrs. Geegan                                    | Tévéfilm                  |
| 1994           |                                          | Murphy Brown                           | Reena Bernecky                                 | 2 epizód                  |
| 1996           | Gyilkos utcák                            | Homicide: Life on the Street           | Donna DiGrazi                                  | 2 epizód                  |
| 1997           |                                          | Jitters                                | Anya                                           | Tévéfilm                  |
| 1999           |                                          | After Play                             |                                                | Forgatókönyvíró is        |
| 1999, 2002     | Oz                                       | Oz                                     | Brenda O'Reily nagynéni                        | 2 epizód                  |
| 1999 2003–2007 | Férjek gyöngye                           | The King of Queens                     | Mary Finnegan (1999) Veronica Olchin (2003–07) | 10 epizód                 |
| 2001           | A másik anya                             | What Makes a Family                    | Evelyn Cataldi                                 | Tévéfilm                  |
| 2001           | Ed                                       | Ed                                     | Barbara Gennacarro                             | 1 epizód                  |
| 2001           | Will és Grace                            | Will & Grace                           | Mrs. Friedman                                  | 1 epizód                  |
| 2002–2004      | Szex és New York                         | Sex and the City                       | Mary Brady                                     | 4 epizód                  |
| 2003           |                                          | Good Morning, Miami                    | Claire barátnője                               | 1 epizód                  |
| 2003           |                                          | Charlie Lawrence                       | Pauline Lawrence                               | 1 epizód                  |
| 2004–2012      | Esküdt ellenségek: Különleges ügyosztály | Law & Order: Special Victims Unit      | Ida Becker                                     | 2 epizód                  |
| 2006           |                                          | Four Kings                             | Ruth                                           | 1 epizód                  |
| 2009           | Mercy angyalai                           | Mercy                                  | Estelle Thalberg                               | 1 epizód                  |
| 2009–2010      | Csudalények – Minimentők                 | Wonder Pets!                           | Ginny nagyi                                    | Szinkronhang, 2 epizód    |
| 2010           |                                          | Gravity                                | Mrs. Talbot                                    | 1 epizód                  |
| 2011           |                                          | Rip City                               | Myrt                                           | Próbaepizód               |

### Színház
| Színház | Színház             | Színház                    | Színház            | Színház                                     |
| Év      | Magyar cím          | Angol cím                  | Szerep             | Megjegyzés                                  |
| ------- | ------------------- | -------------------------- | ------------------ | ------------------------------------------- |
| 1956    | Egy hónap falun     | A Month in the Country     | Kátya a szobalány  | Phoenix Theatre, Off-Broadway               |
| 1956    | A szecsuáni jólélek | The Good Woman of Setzuan  | Unokahúg           | Phoenix Theatre, Off-Broadway               |
| 1957    |                     | Miss Loneyhearts           | Sick-of-it-All     | Music Box Theatre, Broadway                 |
| 1958    | Ahogy tetszik       | As You Like It             | Audrey             | Joseph Papp Public Theater, Off-Broadway    |
| 1958    |                     | Ulysseys in Nighttown      | Különböző szerepek | Rooftop Theatre, Off-Broadway               |
| 1971    |                     | The House of Blue Leaves   | Bunny Flingus      | Truck and Warehouse Theatre, Off-Broadway   |
| 1984    |                     | Spookhouse                 |                    | Playhouse 91, Off-Broadway                  |
| 1984    |                     | A... My Name Is Alice      |                    | Társíróként; Top of the Gate, Off-Broadway  |
| 1988    | Rómeó és Júlia      | Romeo and Juliet           | Júlia dajkája      | Joseph Papp Public Theater, Off-Broadway    |
| 1988    |                     | Eastern Standard           | May Logan          | John Golden Theatre, Broadway               |
| 1993    |                     | Anna Christie              | Marthy Owen        | Center Stage Right, Broadway                |
| 1995    |                     | After-Play                 | Terry Guteman      | Íróként is; Theatre Four, Broadway          |
| 2000    |                     | Down the Garden Paths      |                    | Íróként; Minetta Lane Theatre, Off-Broadway |
| 2011    |                     | Love, Loss and What I Wore |                    | Westside Theatre, Off-Broadway              |

### Rádió
- I’d Rather Eat Pants, National Public Radio, 2002

## Elismerések
Munkásságát több televíziós és színházi díjra is jelölték.
| Év   | Díj                          | Kategória                                    | Jelölt munka           | Eredmény |
| ---- | ---------------------------- | -------------------------------------------- | ---------------------- | -------- |
| 1976 | Golden Globe-díj             | Legjobb mellékszereplő színésznő – Televízió | Rhoda                  | Jelölve  |
| 1976 | Emmy-díj                     | Legjobb női főszereplő – drámasorozat        | Kate McShane           | Jelölve  |
| 1981 | Emmy-díj                     | Legjobb női mellékszereplő – vígjátéksorozat | Archie Bunker's Place  | Jelölve  |
| 1982 | Emmy-díj                     | Legjobb női mellékszereplő – vígjátéksorozat | Archie Bunker's Place  | Jelölve  |
| 1997 | Emmy-díj                     | Legjobb női vendégszereplő – drámasorozat    | Gyilkos utcák          | Jelölve  |
| 1984 | Writers Guild of America-díj | Eredet/Adaptált vígjáték antológia           | Szenvedélyes bolondság | Elnyerte |
| 1993 | Tony-díj                     | Legjobb női mellékszereplő egy színdarabban  | Anna Christie          | Jelölve  |
| 1996 | Outer Critics Circle-díj     | John Gassner-díj                             | After-Play             | Elnyerte |

- 2007-ben Meara és Jerry Stiller a Hollywoodi hírességek sétányán, a Hollywood Boulevard 7018. szám előtt egy közös csillagot kapott életművük elismeréseként.[25]